# ポトシ
ポトシ（スペイン語: Potosí"シ"にアクセント）は、ボリビアの南部にある都市。ポトシ県の行政府所在地。ボリビアの首都ラパスから南東に約 440 km に位置する。アンデス山脈中の盆地にあり、標高約 4,000 mと人が住む都市としては世界で最も標高が高い都市の一つである。高山地域のうえ乾燥気候であるために植生には乏しい。

## 概要
インディオの特徴を強く持つ人が多く、チョリータが多い。ケチュア語を話す人が多いが、スペイン語を全く解さない人は近年だいぶ少なくなってきた。
スペイン以前の状況は不詳であるが、町は1546年に鉱山町として設立された。人口も一時は20万人を数えた。労働力としてアフリカ人奴隷も連れてこられている。スペイン統治時代に金・銀を多く産出する鉱山が開発され、45,000 t の銀などを産出したが、19世紀にはすっかり枯渇してしまった。銀の枯渇に加え、19世紀初頭の独立に伴う戦乱で、荒廃が進んだ。その後、19世紀末からは錫（すず）が大量に採掘されるようになり鉱山の活気も復活したが、現在では錫もほぼ枯渇している。しかし、現在も主に手掘りで作業を続けている坑夫がいる。
1987年、セロ・リコ銀山を含め、他の構造物とともに世界遺産に登録される。奴隷制度の象徴として、負の世界遺産にも数えられている。

## 気候
ケッペンの気候区分では温帯夏雨気候（Cwc）とツンドラ気候（ET）の境界にある。
| ポトシ (2000−2012)の気候 | ポトシ (2000−2012)の気候 | ポトシ (2000−2012)の気候 | ポトシ (2000−2012)の気候 | ポトシ (2000−2012)の気候 | ポトシ (2000−2012)の気候 | ポトシ (2000−2012)の気候 | ポトシ (2000−2012)の気候 | ポトシ (2000−2012)の気候 | ポトシ (2000−2012)の気候 | ポトシ (2000−2012)の気候 | ポトシ (2000−2012)の気候 | ポトシ (2000−2012)の気候 | ポトシ (2000−2012)の気候 |
| 月                       | 1月                      | 2月                      | 3月                      | 4月                      | 5月                      | 6月                      | 7月                      | 8月                      | 9月                      | 10月                     | 11月                     | 12月                     | 年                       |
| ------------------------ | ------------------------ | ------------------------ | ------------------------ | ------------------------ | ------------------------ | ------------------------ | ------------------------ | ------------------------ | ------------------------ | ------------------------ | ------------------------ | ------------------------ | ------------------------ |
| 平均最高気温 °C （°F）   | 15 (59)                  | 15 (59)                  | 16 (61)                  | 17 (63)                  | 15 (59)                  | 14 (57)                  | 14 (57)                  | 15 (59)                  | 16 (61)                  | 18 (64)                  | 18 (64)                  | 17 (63)                  | 15.8 (60.4)              |
| 日平均気温 °C （°F）     | 9 (48)                   | 9 (48)                   | 9 (48)                   | 8.5 (47.3)               | 6.5 (43.7)               | 5.5 (41.9)               | 5 (41)                   | 6 (43)                   | 6.5 (43.7)               | 9.5 (49.1)               | 10 (50)                  | 10 (50)                  | 7.9 (46.2)               |
| 平均最低気温 °C （°F）   | 3 (37)                   | 3 (37)                   | 2 (36)                   | 0 (32)                   | −2 (28)                  | −3 (27)                  | −4 (25)                  | −3 (27)                  | −1 (30)                  | 1 (34)                   | 2 (36)                   | 3 (37)                   | 0.1 (32.2)               |
| 降水量 mm （inch）       | 92 (3.62)                | 86 (3.39)                | 55 (2.17)                | 13 (0.51)                | 3 (0.12)                 | 1 (0.04)                 | 1 (0.04)                 | 3 (0.12)                 | 10 (0.39)                | 20 (0.79)                | 38 (1.5)                 | 75 (2.95)                | 397 (15.63)              |
| 平均降水日数 （≥1.0 mm） | 17                       | 16                       | 12                       | 5                        | 1                        | 0                        | 0                        | 1                        | 2                        | 5                        | 7                        | 14                       | 80                       |
| 平均日照時間             | 6                        | 6                        | 7                        | 8                        | 9                        | 9                        | 9                        | 9                        | 8                        | 8                        | 7                        | 7                        | 7.75                     |
| 出典：WeatherWorld       |                          |                          |                          |                          |                          |                          |                          |                          |                          |                          |                          |                          |                          |

## 交通
町へのアクセスとしては、長距離バスのほか、町の北東にカピタン・ニコラス・ロハス空港を有している。

## 観光
市内観光の目玉は、この鉱山の中に入るツアー。市内のホテルなどでツアーを申し込むと、スペイン語または英語のガイドが実際の坑道内を案内してくれる。鉱山に行く途中の雑貨屋で売っているダイナマイトを買って、発破の様子を見せてくれることもある。
旧貨幣製造所 (Casa de la Moneda) は、博物館となっている。銀貨などをどのように作っていたか、スペインの統治はどのようなものであったかなどが解説されている。

### セロ・リコ銀山
1545年、スペイン人により発見された銀山。セロ・リコ (Cerro Rico) とはスペイン語で「豊かな丘」という意味である。以後、スペイン統治下で中南米三大銀山に数えられるまでになる。しかし銀の掘削は、生き残った場合は高額の賃金が支払われるものの、強制的に集められたインディオの奴隷により行われた。

### ティオ

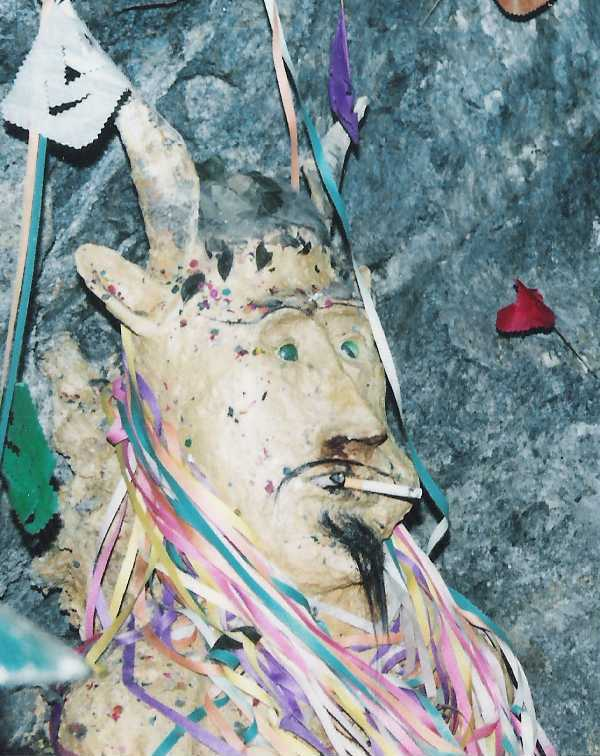
ティオ

スペイン語で「ティオ (tio)」とは「伯父（叔父）」を指す一般的な単語であるが、ポトシの鉱山でティオというと坑内の安全を守る神様のことを指す。
ポトシの鉱山では、坑内の休息所にはたいてい等身大に近い男性の胸像または立像が飾られている。やせ形で赤ら顔でひげを生やしており、しばしば角が生えている。これは、スペイン人を鬼に見立てて作られたものだという説がある。
このティオにたばこをくわえさせ酒を捧げることによりご機嫌を取り、坑内の安全を祈願するのである。鉱夫たちは朝、採掘場所に行く途中でティオに挨拶をし、夕方ティオにお礼を言って帰る。彼らはこの間、昼食もとらずにコカの葉を口いっぱいに入れて疲労と空腹を押さえながら作業を続ける。
しかしティオは鉱物を一時的にしか供給しない。

### 祭り
毎年8月初にチュティリョスという祭り（サン・バルトロメとサン・イグナシオ・デ・ロヨラの祭り）が開催される。2023年にユネスコの無形文化遺産に登録された。

## 姉妹都市
- サン・ルイス・ポトシ、メキシコ
- ヨーク、イギリス
- ラサ、中華人民共和国

## 世界遺産

### 登録基準
この世界遺産は世界遺産登録基準のうち、以下の条件を満たし、登録された（以下の基準は世界遺産センター公表の登録基準からの翻訳、引用である）。
- (2) ある期間を通じてまたはある文化圏において、建築、技術、記念碑的芸術、都市計画、景観デザインの発展に関し、人類の価値の重要な交流を示すもの。
- (4) 人類の歴史上重要な時代を例証する建築様式、建築物群、技術の集積または景観の優れた例。
- (6) 顕著で普遍的な意義を有する出来事、現存する伝統、思想、信仰または芸術的、文学的作品と直接にまたは明白に関連するもの（この基準は他の基準と組み合わせて用いるのが望ましいと世界遺産委員会は考えている）。

2014年、危機遺産リストに登録された。